# Ceriana trinotata
Ceriana trinotata är en tvåvingeart som först beskrevs av Meijere 1904.  Ceriana trinotata ingår i släktet griffelblomflugor, och familjen blomflugor. Inga underarter finns listade i Catalogue of Life.